# Steingasse 16 (Coburg)

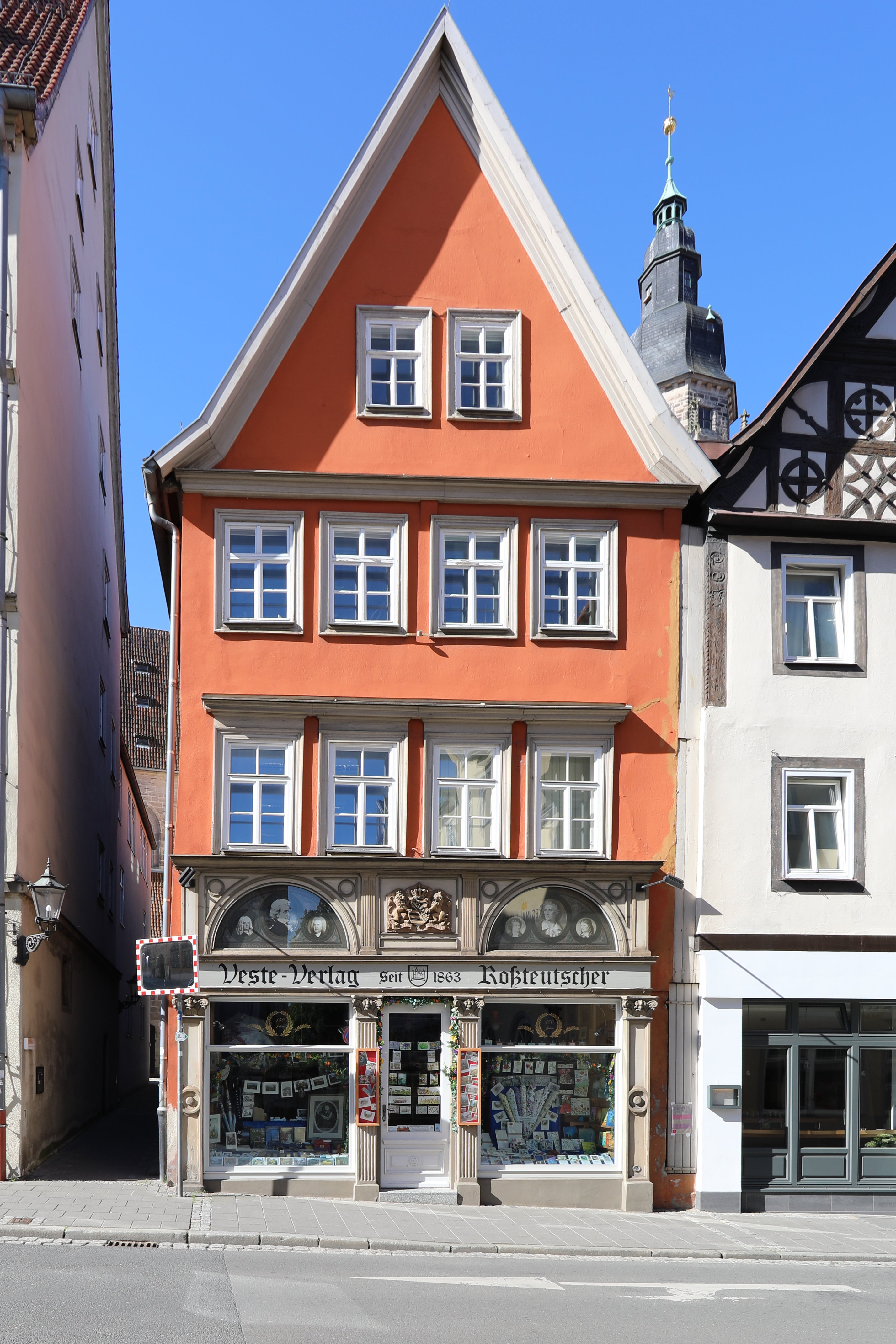
Wohn- und Geschäftshaus Steingasse 16 in Coburg

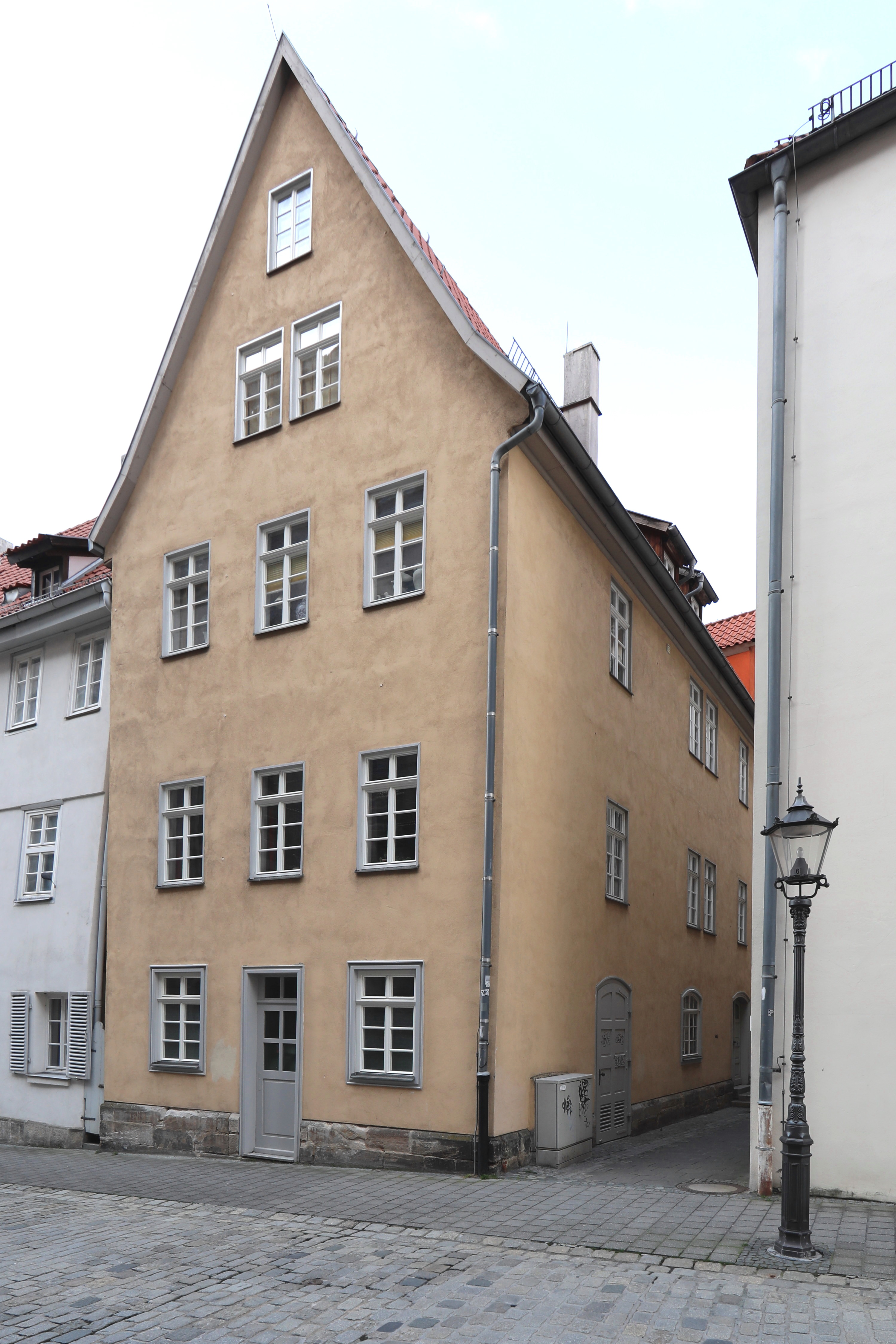
Rückgebäude

Das Wohn- und Geschäftshaus Steingasse 16 befindet sich in der Coburger Innenstadt an der Ecke zum Oberen Kirchgässlein gegenüber Schloss Ehrenburg. Das denkmalgeschützte dreigeschossige, zur Steingasse giebelständige Gebäude stammt aus dem 16. Jahrhundert.

## Geschichte
Das 1499 erstmals erwähnte Eckhaus Steingasse 16 hat einen Dachstuhl der dendrochronologisch auf das Jahr 1535 datiert wurde. Das Dachgeschoss wurde als Speichergeschoss genutzt. In den Obergeschossen waren Wohnungen mit Küchen und Kammern vorhanden. Im Erdgeschoss befand sich ursprünglich eine Werkstatt. Ein Rückgebäude errichtete der Baumeister Kluge für den Buchhändler Carl Riemann, der die 1805 von seinem Vater Johann Gerhard Riemann gegründete Buchhandlung übernommen hatte. 1875 folgte im Zuge einer Ladenerweiterung ein Umbau des Erdgeschosses mit einer Fassadenneugestaltung durch Hermann Kühn für die J. G. Riemann’sche Hofbuchhandlung. Im Jahr 1976 zog der Veste-Verlag Roßteutscher in die Geschäftsräume. 1988 ließ der Eigentümer eine umfangreiche Sanierung mit Umbauarbeiten des Gebäudekomplexes durchführen.

## Architektur
Das dreigeschossige Bürgerhaus mit einer Grundfläche von 13,7 Meter × 6,7 Meter hat ein massives Erdgeschoss, unter dem sich ein Gewölbekeller befindet. In der dreigeteilten Fassade aus dem 19. Jahrhundert ist mittig die Ladentür angeordnet, die Pilastern ionischer Ordnung einrahmen. Die beiden Ladenfenster werden durch Spiegelpilaster mit Tondo seitlich gefasst. In den Obergeschossen ist eine verputzte Fachwerkfassade mit vier Fensterachsen und gemeinsamen Sturz vorhanden. Die unterste Fensterbrüstung besitzt eine dreiteilige Ädikula mit einem Wappenfeld in der Mitte und beidseitigen ornamentierten Lunetten.
Der Hauseingang mit dem Treppenhaus, das die Obergeschoss erschließt, befindet sich im Oberen Kirchgässlein. Die einläufigen Treppe werden auf das 18. Jahrhundert datiert. Auf der Rückseite zum Kirchhof steht ein dreigeschossiges Giebelhaus mit einem mittigen Eingang und dreiachsiger Fensteranordnung sowie unregelmäßig durchfensterter Langseite.
Die ziegelgedeckte Dachkonstruktion ist ein Satteldach mit zwei Kehlbalkenlagen und rund 61 Grad Neigung. Es hat eine Spannweite von etwa 6,1 Meter, eine Länge von 13,3 Meter und eine Höhe von 5,5 Meter. 17 Gespärre sind vorhanden, davon eins in der nördlichen Giebelwand.